# Chipewyer
Chipewyer [svenskt uttal: /tjipevajer/] (en: Chipewyan; traditionell endonym: Dene; modern endonym Denésoliné), är en athabaskiskspråkig subarktisk First Nation i norra Kanada bestående av cirka 11 000 människor. Bör inte förväxlas med Chippewa, ett alternativt etnonym för Ojibwa.

## Miljö

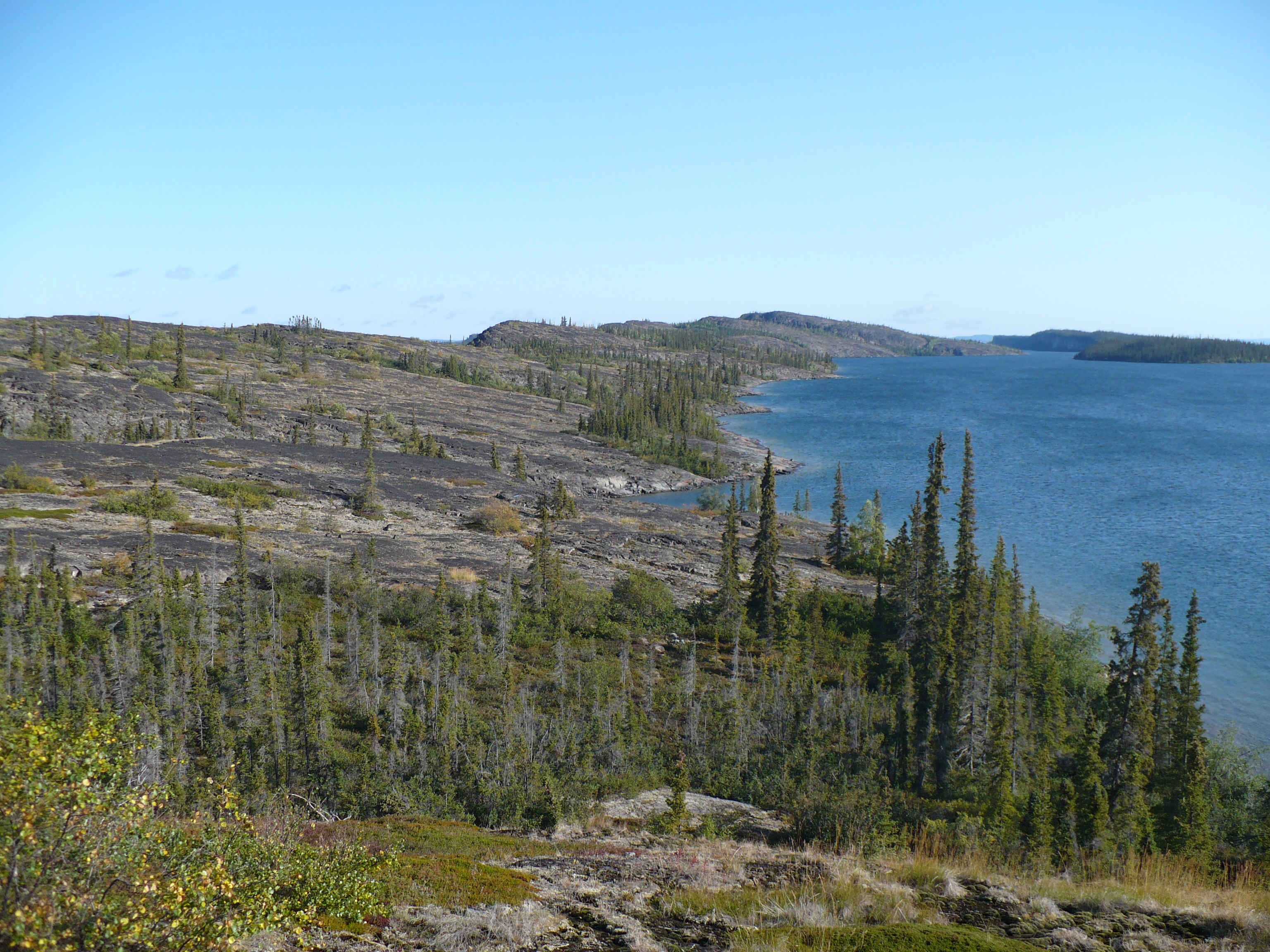
Landskap vid Stora Slavsjön.

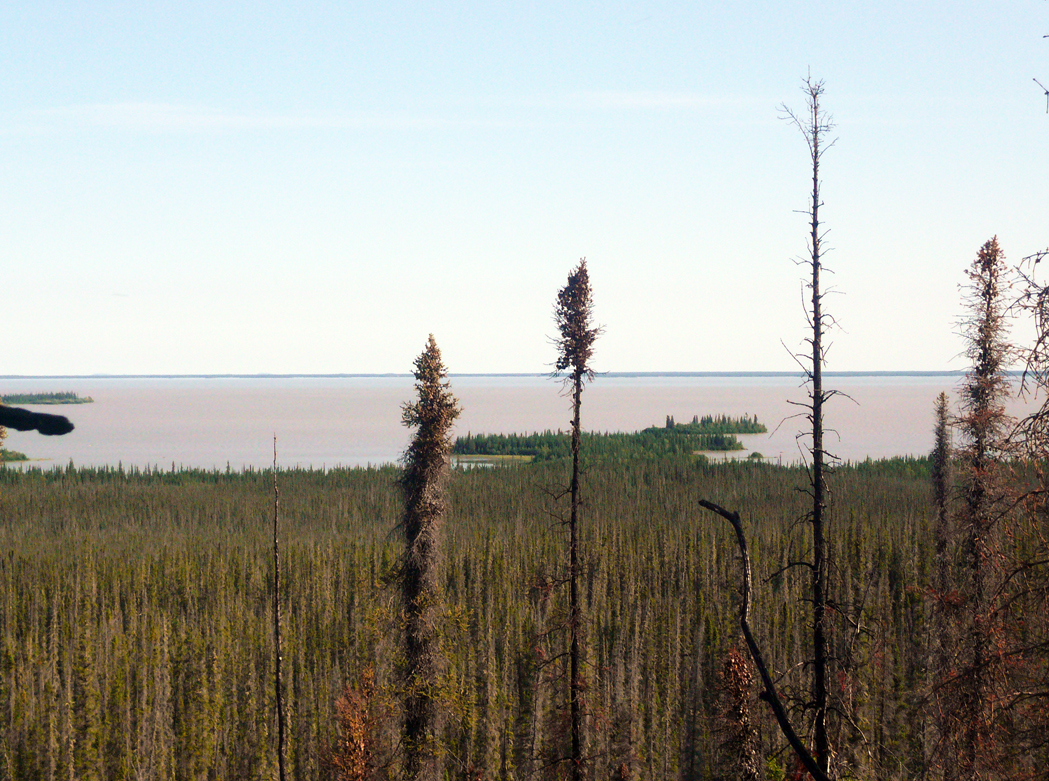
Landskap vid Stora Slavsjön med barrskog.

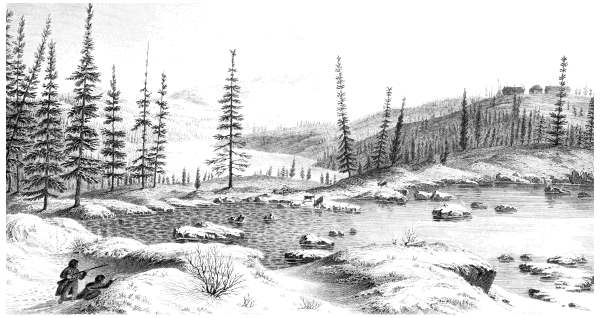
Landskapet i de nordvästra delarna av chipewyernas hemland 1821.

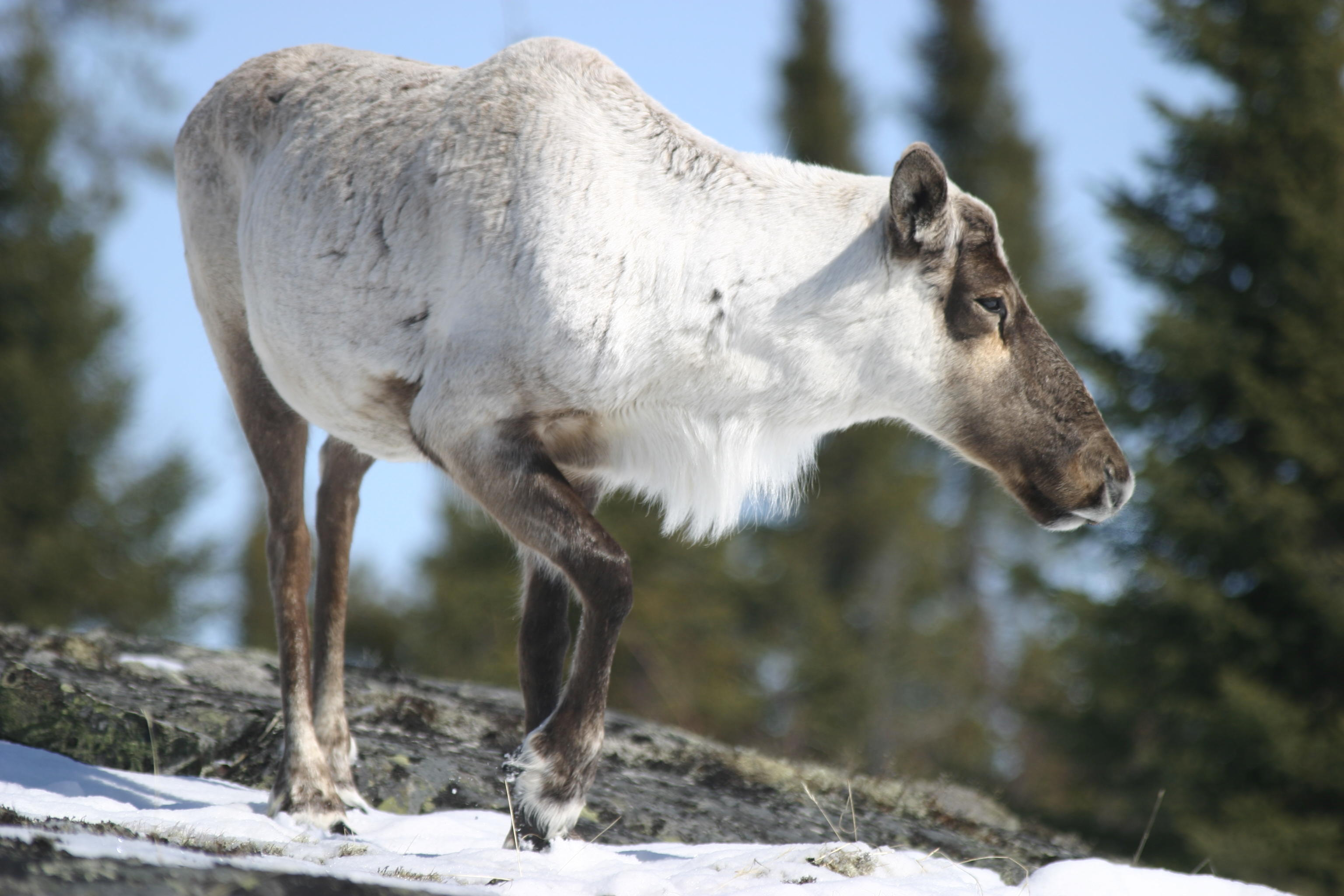
Kanadensisk vildrenstjur på våren.

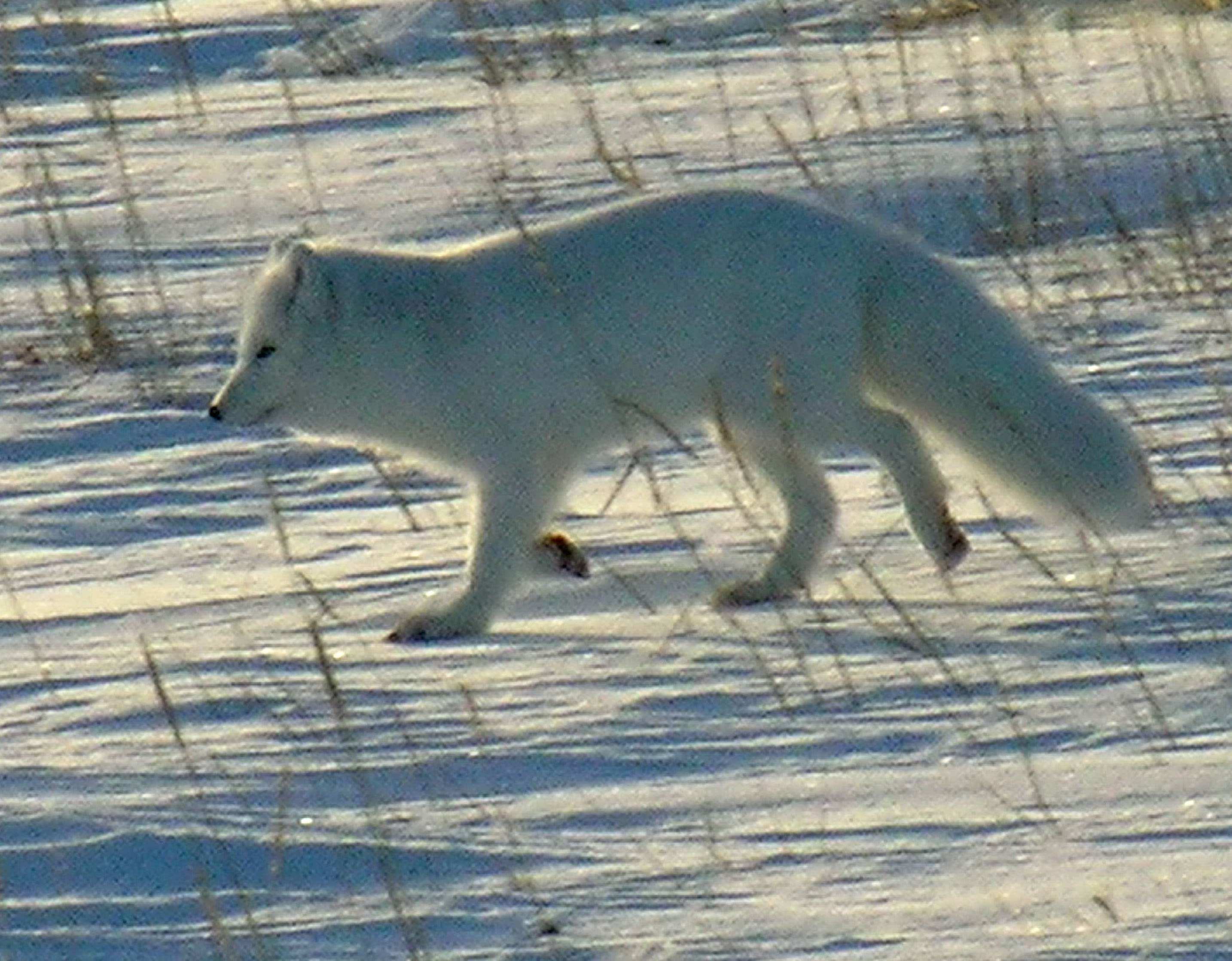
Fjällräven i vinterpäls var ett efterfrågat pälsverk från tundran och skogstundran.

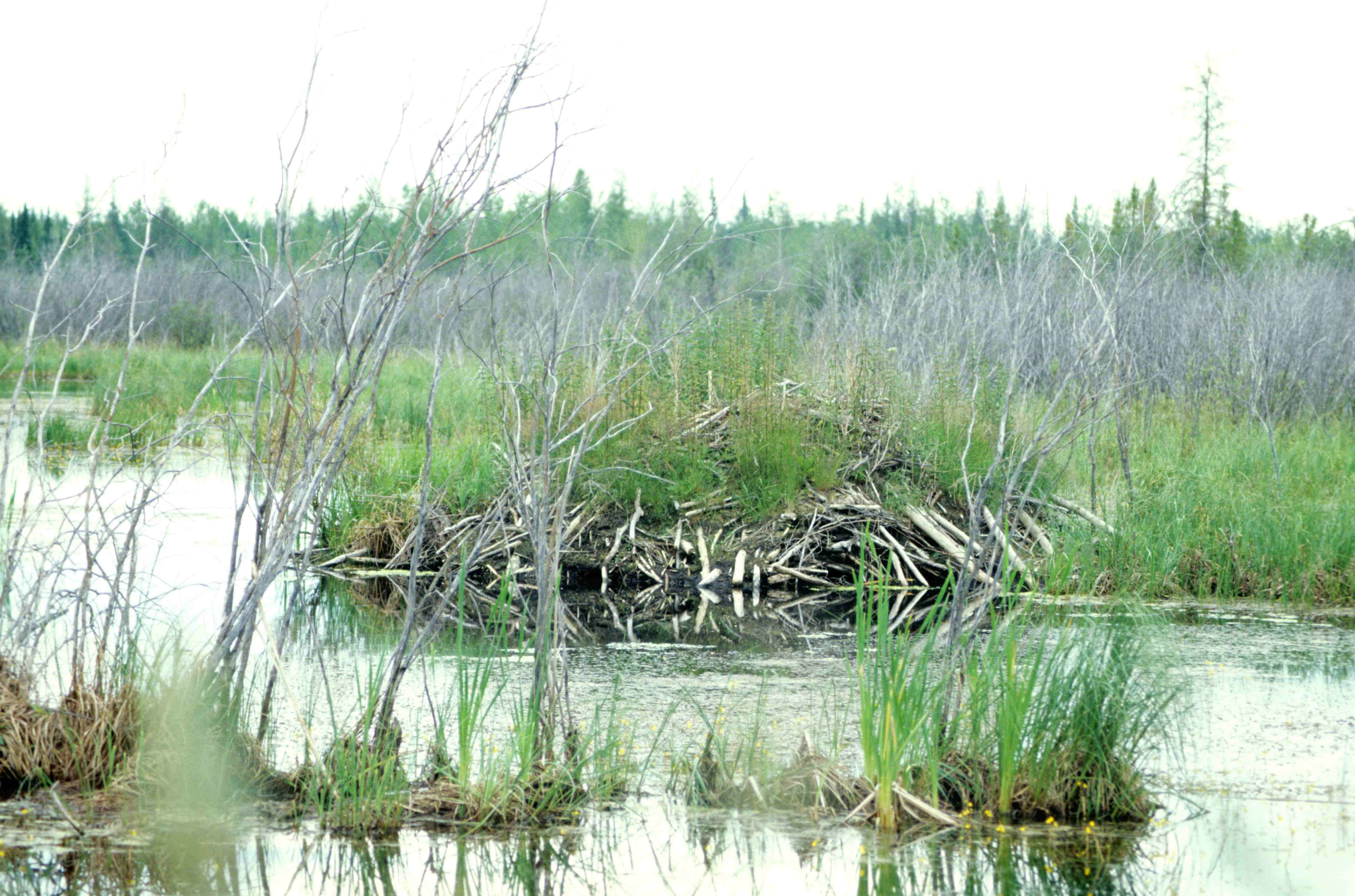
Efterfrågan på bäverskinn lockade chipewyerna att flytta in i skogslandet. Här en bäverhydda från Wood Buffalo National Park.

Chipewyerna är det talrikaste och geografiskt mest spridda av de nordathabaskiska folken. Deras traditionella hemland är skogstundran från Hudson Bay, norr om Churchill i öster till Stora Slavsjön i väster och vidare i bred nordvästlig båge norr om denna sjö till Copperminefloden. I norr tillhörde den södra och mellersta tundran även deras traditionella hemland. Under historisk tid spred sig chipewyerna söderut till tajgan mellan Stora Slavsjön och Athabascasjön och även längre söder, samtidigt som de övergav större delen av tundran vilken i stället kom att övertas av inuiter.
Vintrarna är långa och hårda medan somrarna är svala eller tempererade, sällan riktigt varma. Isläggningen sker i mitten på oktober och islossningen i juni eller juli. Viktigaste trädslag är svartgran, medan förekomsten av vitgran, asp och björk är begränsad. På skogstundran blir träden sällan höga och på den södra tundran förekommer träd bara i ett fåtal skyddade dalgångar. Markvegetationen både på skogstundran och tundran utgörs framförallt mossor och lavar.
Det viktigaste bytesdjuret var tundrarenen vilken övervintrade på skogstundran och tillbringade somrarna på tundran. Viktigaste pälsbärande djur var vargen och fjällräven. I tajgan  fanns även skogsren och älg samt svartbjörn, rödräv, bäver, lekatt, lo, mård, fiskmård, bisam, utter och järv. Betydelsefulla bytesfiskar var sik, kanadaröding och havsröding.

## Historia

### Förhistoria
Fornfynden i området tillhör från äldsta tid (ca 5000 f.Kr.) enbart sådana arkeologiska traditioner som forskningen har klassificerat som "indianska". Omkring 1000 f.Kr. ersätts dessa av fynd från en paleo-eskimåisk inlandskultur. Spår av denna kultur har återfunnits så långt söderut som vid Athabascasjön. Före 500 f.Kr. drog sig bärarna av denna kultur österut till Hudson Bays västra kuster. I fyndmaterialet uppträder nu fynd från Tahlteilei Shale-traditionen vars bärare av forskningen anses vara de historiska athabaskernas förfäder. Denna traditions ursprung är oklar, men forskningen har hypotetiserat om en migration eller kulturspridning västerifrån. Fynd från Tahlteilei Shale är spridda över större delen av chipewyernas traditionella hemland. Fyndkomplex inom denna tradition har en kronologi som sträcker sig långt in i historisk tid (1700, 1770, 1840), men kan kanske mera generellt anses som ersatta av en materiell kultur under europeisk påverkan omkring 1730.

### Kontakt med européer
Chipewyerna är det nordathabaskiska folk som längst har haft kontakt med européerna. De första indirekta kontakterna började när Hudson Bay-kompaniet grundade York Factory 1684. När kompaniet 1715 återfick faktoriet efter Drottning Annas krig ville det upprätta direkta kontakter med chipewyerna och var därför drivande som fredsmäklare mellan dessa och creerna. Strax därefter anlades Fort Churchill för att HBC ville få en handelsstation nära dem. Chipewyernas engagemang i pälshandeln förblev dock länge marginell; pälsdjuren var fåtaliga på skogstundran och renen täckte de flesta av deras materiella behov (av europeiska varor efterfrågades yxor, knivar, isbillar, filar och gevär), färden till Churchill var lång och måste ske landvägen. De pälsverk de handlade med förvärvades huvudsakligen från längre västerut boende athabaskiska folk. När Nordvästkompaniet och andra Montréalbaserade pälshandelsföretag från 1763 etablerade handelsstationer i inlandet påbörjades en intensiv tävlan mellan dessa och Hudson Bay-kompaniet vilket väsentligen ökade efterfrågan på pälsverk samtidigt som varupriserna sänktes kraftigt och de nya handelsstationerna gjorde handelsfärderna betydligt lättare. De nya förhållandena attraherade nu även chipewyerna till pälsfångsten och de började från omkring 1775 i allt större utsträckning dra sig söderut från skogstundran in i tajgan där fångstmöjligheterna var bättre. Denna förskjutning söderut underlättades av att creerna drabbades svårt av smittkoppsepidemin 1781-1782, medan chipewyerna i större utsträckning förefaller ha undgått att smittas. De tundraområden som övergavs intogs av renjagande inlandsinuiter, Caribou Eskimo.

### Ackulturation
Sedan Hudson Bay-kompaniet och Nordvästkompaniet förenats i ett nytt monopolhandelsföretag stabiliserades pälshandelns förhållanden. Gradvis började chipewyerna nu att bli föremål för en med tiden allt kraftigare ackulturation. Katolsk mission från 1840-talet gjorde chipewyerna till katoliker. När Hudson Bay-kompaniet sålde Ruperts land till Kanada 1870 började den kanadensiska federationen ställa krav på chipewyernas hemland och genom Treaty No. 8 (1899) och No. 10 (1907) avträdde chipewyerna sin rätt till mark och vatten, för fem dollars annuiteter per person, ammunition, garn med mera, och tilldelades avgränsade indianreservat. Gradvis övergick man till ett mer bofast liv. De ökade kontakterna med omvärlden ledde också till att många epidemiska sjukdomar, som tuberkulos, influensa och mässling började spridas i större utsträckning, ibland med förödande konsekvenser. Från 1940-talet började många chipewyiska barn att skickas till statliga internatskolor för indianer och från 1960-talet började staten uppföra grundskolor i chipewyernas samhällen.

## Socioterritoriella grupper

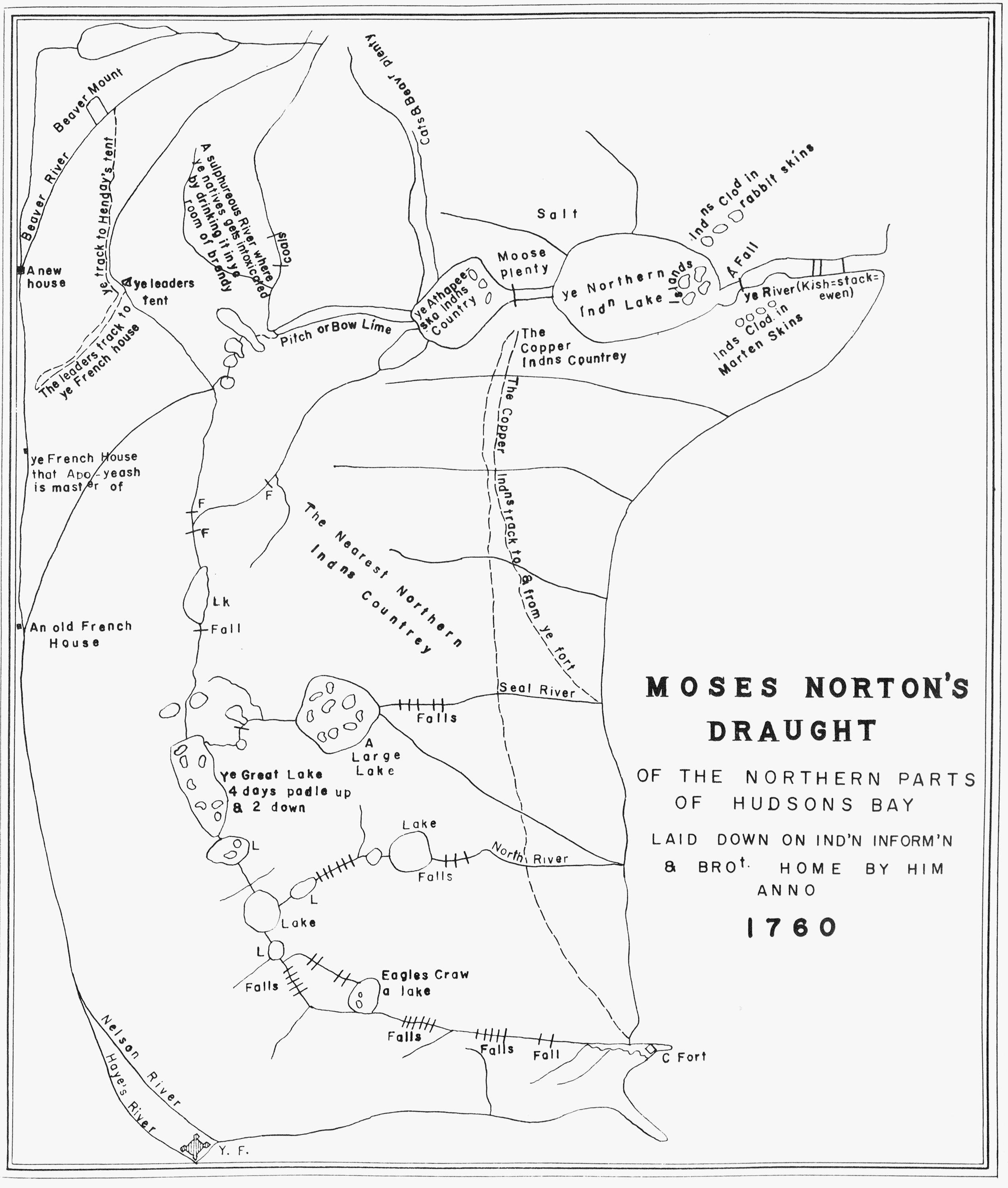
Karta från Hudson Bay-kompaniet, baserat på data från chipweyiska informanter, vilken visar chipewyernas och deras närmaste grannars bosättningsområden omkring 1760.

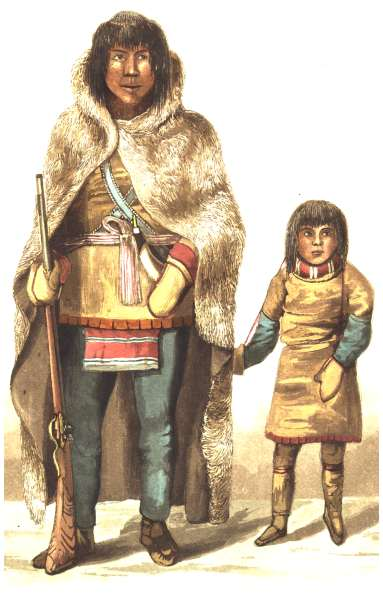
Akaithco, en ledare för Yellowknives, och hans son 1821.

### Tre ursprungliga socioterritoriella dialektgrupper
Chipewyernas traditionella ekonomi och kultur var i utomordentligt hög grad knuten till renen som bytesdjur. Språkvetenskapen har också på grundval av lingvistiska data postulerat förekomsten av tre ursprungliga socioterritoriella dialektgrupper knutna till de tre stora tundrarenhjordar som finns väster om Hudson Bay vilka har blivit namngivna efter de dominerande sjösystemen i sina kalvningsland. Yellowknives nordost om Stora Slavsjön var knutna till Bathurst-hjorden; de närmast Hudson Bay boende (Hatchet Lake, Barren Lake, Duck Lake) till Kaminiuriak-hjorden; de däremellan boende (Black Lake, Fond du Lac med mera) till Beverly-hjorden.

### Fyra socioterritoriella huvudgrupper under 1800-talet
På grundval av etnohistoriska data har forskningen rekonstruerat fyra socioterritoriella huvudgrupper under artonhundratalet.
- Täatsan ottiné (kopparfolket), Yellowknives, nordost om Stora Slavsjön.
- Kkpest'aylékkè ottiné (boende bland asparna), kring Athabascasjön.
- Thi-lan-ottiné (boende på [isjättens] huvud), vid Churchillflodens källor.
- Ethen-eldèli (renätarna), på skogstundran väster om Hudson Bay. Modern forskning har koncentrerats till denna grupp, då det är de som längst bevarat en traditionell livsstil.

Kkpest'aylékkè ottinés och Thi-lan-ottinés bosättningsområden var ett resultat av folkomflyttningarna efter 1775.

### Yellowknives
Yellowknives talade ursprungligen en språkvarietet som, ehuru distinkt, utgjorde en del av ett chipewyiskt dialektkontinuum. Hudson Bay-kompaniets handelsmän skiljde mellan Yellowknives och Northern Indians (övriga chipewyer), där de förstnämnda kännetecknades av sina verktyg gjorda av inhemsk koppar. 
Då de nordathabiska folken inte själva kategoriserade sig i högre sociopolitiska eller etniska enheter, var det pälshandelns perceptioner rörande etniska och territoriella gränser som låg till grunden för den indelning av nordathabaskerna i "indianstammar", som senare övertogs av den etnografiska litteraturen och de kanadensiska politiska beslutsfattarna. Yellowknives kom därför, trots språklig och kulturell gemenskap med övriga chipewyer, att av utomstående uppfattas som en egen folkgrupp. Under artonhundratalet kom Yellowknives att språkligt och genetiskt assimileras dels med övriga chipewyer, dels med dogribs, ett nordathabaskiskt grannfolk.

## Social organisation

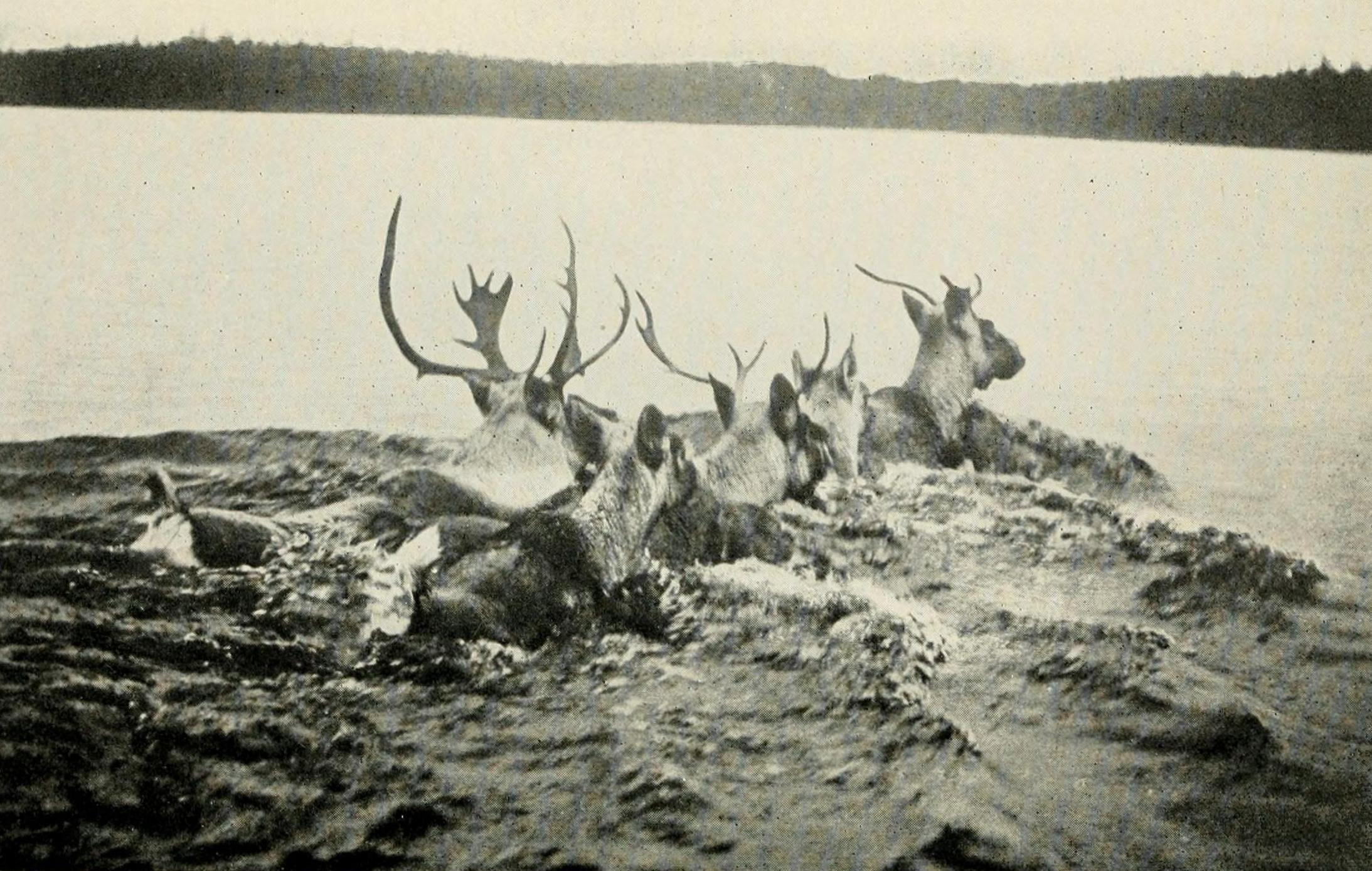
Simmande vildrenar omkring 1909.

### Regionala grupper
De socioterritoriella huvudgrupperna utgjorde inga sociopolitiska enheter utan bestod en eller flera regionala grupper sammanbundna genom släktskap, dialekt och gemensamt resursutnyttjande. Den regionala gruppen bestod historiskt av 200 - 400 personer vagt knutna till ett resursutnyttjandeområde och knutna till granngrupperna genom släktskap och ingifte. Tillhörigheten till den regionala gruppen var flytande då det bilaterala släktskapssystemet och äktenskapsförbindelser tillät omflyttningar mellan grupperna allteftersom miljön, renhjordarnas betesområden och andra ekonomiska faktorer eller sociala behov nödvändiggjorde detta.

### Lokala grupper
De lokala grupperna liknade till sammansättning och flexibilitet de regionala grupperna, men var mindre än dessa vilka de utgjorde en del av. Till storleken varierade de från 25 till 100 personer. Deras storlek var anpassad för ett gemensamt utnyttjande av fasta fångstanläggningar av typen rengårdar (stängsel och snaror för fångst av vildren på vintern). På sommaren jagade de gemensamt från kanoter vid de platser där renarna under sina flyttningar var tvungen att simma över sjöar eller floder. Under sjuttonhundratalet uppstod en annan funktionell, men mera säsongsvist fungerande, social gruppering, nämligen handelsgruppen vilken bestod av de män som under ledarskap av en Trading Captain begav sig på handelsfärder till pälshandelskompaniernas handelsstationer. De flesta män förblev dock tillsammans med kvinnorna och barnen på boplatsen medan ett fåtal ingick i handelsgruppen.

### Jaktgruppen och släkten

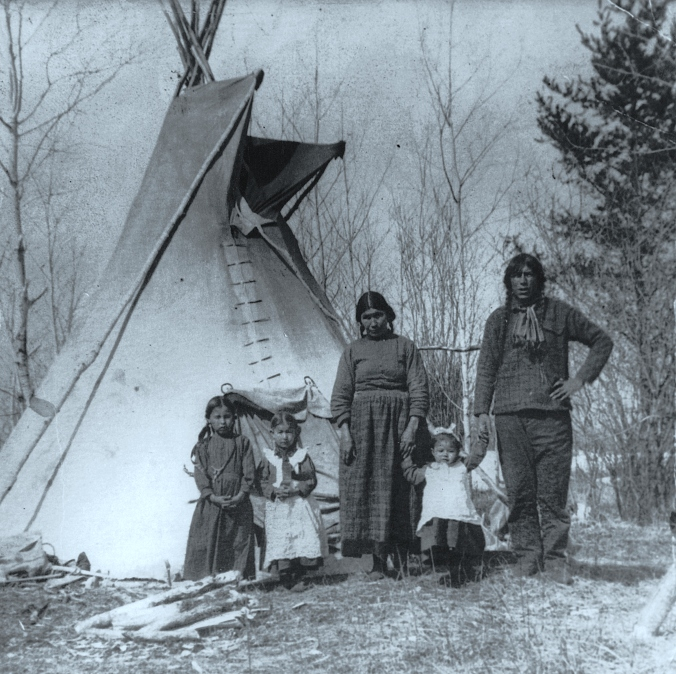
Chipewyisk familj i Prince Albert 1919.

Socialantropologiskt fältarbete på 1960- och 1970-talen fastställde två grundläggande sociala strukturer bland chipewyerna, jaktgruppen och släkten. De lokala grupperna, nu bestämda av reservatsindelningen (se nedan), bestod av flera jaktgrupper. Jaktgruppen centrerade kring den manlige jägare som grundat gruppen och hans vuxna barn och deras familjer och förutom samordnad jakt bedrev de även samordnad pälsfångst och gemensamt fiske. Inom det bilaterala släktskapssystemet (där släktskap räknas både på faderns och moderns sida) erkändes och namngavs två släkttyper: med  'elhehot'ine betecknas dels alla besläktade och besvågrade personer, men termen har också en mer inskränkt betydelse av de som bor och arbetar tillsammans;  'elhenakwi (i inskränkt betydelse: "bröder") avser endast fysiskt besläktade på både faderns och moderns sida vilka utgör basen för samarbete, gemenskap och gästvänskap.

## Nutida samhällen
Alberta
- Athabasca Tribal Council

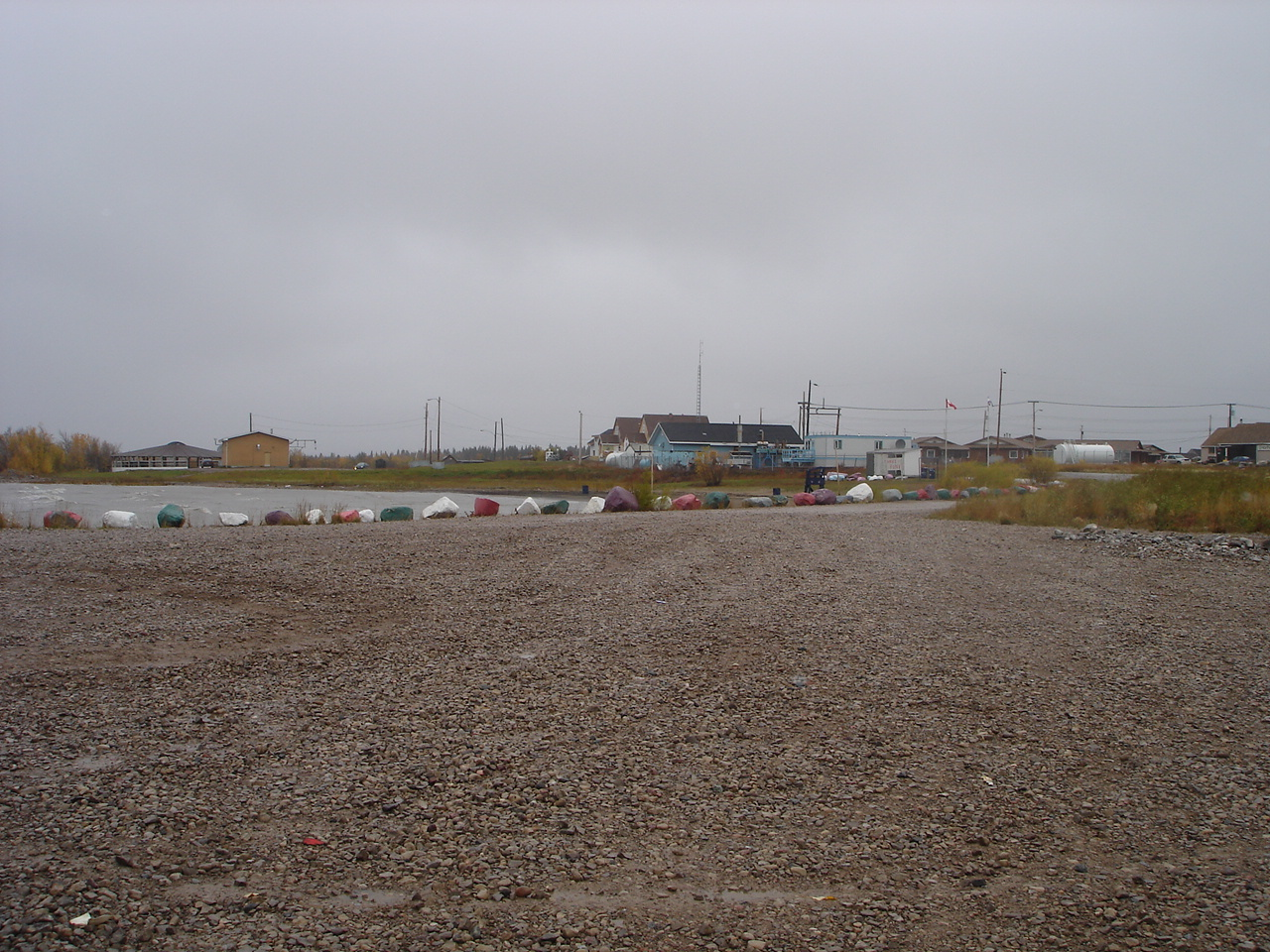
Fort Resolution, Northwest Territories, är idag en viktig centralort för chipewyerna.

  - Athabasca Chipewyan First Nation (Reservat: Fort Chipewyan, Chipewyan #201, 201A, 201B, 201C, 201D, 201E, 201F, 201G, ca. 348 km², Invånare: 934)[9]
  - Fort McKay First Nation (Reservat: Fort McKay #174, 174C, 174D, Namur Lake #174B, 174A, ca. 149 km², Invånare: 696)[10][11]
  - Chipewyan Prairie First Nation (Reservat: Big Horn #144A, Cowper Lake #194A, Janvier #194, Winefred Lake #194B, ca. 31 km², Invånare: 739)[12]
  - Fort McMurray First Nation (Reservat: Fort McMurray #468, Clearwater #175, Gregoire Lake #176, 176A, 176B, ca. 31 km², Invånare: 632)[13]
- Tribal Chiefs Association (TCA)[14]
  - Cold Lake First Nations (Reservat: Blue Quills First Nation, Cold Lake #149, 149A, 149B, 149C, ca. 209 km², Invånare: 2.482)[15]
- Akaitcho Territory Government (ATG)[16]
  - Smith's Landing First Nation (Reservat and samhällen: ?ejere K'elni Kue #196I, Hokedhe Túe #196E, K'i Túe #196D, Li Dezé #196C, Thabacha Náre #196A, Thebathi #196, Tsu K'adhe Túe #196F, Tsu Nedehe Túe #196H, Tsu Túe #196G, Tthe Jere Ghaili #196B, ca. 100 km², Invånare: 324)[17]

Manitoba
- Keewatin Tribal Council[18]
  - Barren Lands (Brochet) First Nation (Reservat: Brochet #197, ca. 43 km², Invånare: 1 021)
  - Northlands (Lac Brochet) Dene First Nation (Reservat and samhällen: Lac Brochet #197A, Sheth chok, Thuycholeeni, Thuycholeeni azé, Tthekalé nu, ca. 22 km², Invånare: 1 005)
  - Sayisi Dene First Nation (Reservat: Churchill #1, ca. 2 km², Invånare: 729)

Northwest Territories
- Akaitcho Territory Government (ATG)
  - Deninu Kue First Nation  (Reservat: Fort Resolution Settlement[19], Invånare: 843)
  - Lutsel K'e Dene First Nation (Reservat: Snwodrift Settlement, Invånare: 725)
  - Salt River First Nation #195  (Reservat: Fort Smith Settlement, Salt Plains #195, Salt River #195, Fitzgerald #196 (Alberta), ca. 230 km², Invånare: 879)

Saskatchewan
- Meadow Lake Tribal Council (MLTC)[20]
  - Buffalo River Dene Nation (Reservat: Buffalo River Dene Nation #193, ca. 83 km², Invånare: 1 234)[21]
  - Clearwater River Dene Nation (Reservat: Clearwater River Dene #222, #221, #223, La Loche Indian Settlement, ca. 95 km², Invånare: 1 691)
  - English River First Nation (Reservat: Patuanak, Cree Lake 192G, Porter Island 192H, Elak Dase 192A, Knee Lake 192B, Dipper Rapids 192C, Wapachewunak 192D, LaPlonge 192, ca. 200 km², Invånare: 1 414)[22][23]
  - Birch Narrows First Nation (Reservat: Churchill Lake  #193A, Turnor Lake #193B, #194, ca. 30 km², Invånare: 670)
- Prince Albert Grand Council (PAGC)[24]
  - Black Lake Denesuline First Nation (Reservat: Chicken #224, #225, #226, ca. 322 km², Invånare: 1 984)
  - Hatchet Lake Denesuline First Nation (Reservat: Lac la Hache #220, ca. 110 km², Invånare: 1 607)
  - Fond du Lac Denesuline First Nation (Reservat: Fond Du Lac #227, #228, #229, #231, #232, #233, ca. 368 km², Invånare: 1 805)